# Siwan
Siwan è una suddivisione dell'India, classificata come municipality, di 108.172 abitanti, capoluogo del distretto di Siwan, nello stato federato del Bihar. In base al numero di abitanti la città rientra nella classe I (da 100.000 persone in su).

## Geografia fisica
La città è situata a 25° 7' 60 N e 83° 52' 60 E e ha un'altitudine di 76 m s.l.m..

## Società

### Evoluzione demografica
Al censimento del 2001 la popolazione di Siwan assommava a 108.172 persone, delle quali 57.223 maschi e 50.949 femmine. I bambini di età inferiore o uguale ai sei anni assommavano a 16.353, dei quali 8.360 maschi e 7.993 femmine. Infine, coloro che erano in grado di saper almeno leggere e scrivere erano 67.609, dei quali 39.497 maschi e 28.112 femmine.